# Kacper Bobola
Kacper Bobola herbu Leliwa (zm. 1647) – kanonik krakowskiej kapituły katedralnej w 1608 roku, sekretarz królewski, brat stryjeczny  św. Andrzeja Boboli.
Był synem Jana Boboli (1545–1605) i Urszuli Dmosieckiej, bratem poety Krzysztofa, dowódcy wojskowego Wojciecha, jezuity i profesora teologii Sebastiana, podczaszego sandomierskiego Jakuba.
Jako kanonik krakowski był stałym dobrodziejem Domu Profesów w Krakowie. W kościele św. Piotra i Pawła w Krakowie kosztem 10000 złotych fundował kaplicę św. Ignacego. Na mocy testamentu przeznaczył dość wysoką sumę na katedrę wawelską i kościół w Jankowicach.